# Ömer Tuğrul İnançer
Ömer Tuğrul İnançer (* 5. Mai 1946 in Bursa; † 4. September 2022 in Istanbul) war ein türkischer Anwalt, Autor und Sufi-Musiker.

## Leben
İnançer studierte Jura an der Universität Istanbul und arbeitete bis 1991 als Rechtsberater. Bereits ab 1971 nahm er an der jährlichen Şeb-i-Arûs-Zeremonie der sufistischen Mevlevi-Bruderschaft teil. Ab 1991 war er Generalmanager des Staatsensembles für klassische türkische Musik des türkischen Ministeriums für Kultur und Tourismus. Außerdem war er von 1999 bis zu seinem Tod Sheikh der Jerrahi-Tarīqa in Istanbul. Neben seiner Arbeit als Sufi-Musiker verfasste er auch zahlreiche Artikel und Bücher über die Sufi-Kultur, über Sufi-Rituale, Musik und Architektur, Kleidung und Literatur der sufistischen Tradition und wirkte an Hörfunk- und Fernsehproduktionen mit.

## Fernseh- und Radioprogramme
- Tuğrul İnançer ile Seyir Defteri, Burç FM
- Mesneviden: Mehmet Fatih Çıtlak ile birlikte, Mehtap TV
- Ömer Tuğrul İnançer ile Gönül Dünyamız: Saadettin Acar ile birlikte, TRT Türk

## Werke
- 2006: Ömer Tuğrul İnançer ile Gönül Sohbetleri, ISBN 978-9759161002
- 2007: Şarkılar Seni Söyler, ISBN 978-9759161217
- 2009: Dinle Neyden & Mesnevi Sohbetleri, ISBN 978-9759161385
- 2012: Vakte Karşı Sözler, ISBN 978-9759161958
- 2012: Bir Muhammedi Aşık: Hz. Mevlana, ISBN 978-9759161699
- 2013: Sohbetler, ISBN 978-6055215552
- 2014: Mübarek Vakitler, ISBN 978-6055215668
- 2017: Muhabbet Peygamberi Hz. Muhammed, ISBN 978-9759161446
- 2021: Kalb-i Selim, ISBN 978-6257949750